# Nigoun
Nigoun (pl. nigounim, en hébreu : ניגון, « air fredonnant ») est un terme qui sert à se référer aux chants religieux juifs et aux airs qui y sont liés. C'est une forme de musique vocale souvent sans parole quoique des sons tel “bim-bim-bam” ou “Ai-ai-ai!” soient souvent utilisés. Parfois des versets de la Torah ou des passages d'autres textes juifs classiques sont chantés d'une manière répétitive sous forme de nigounim. Il s'agit pour une grande part d'improvisations, bien qu'ils puissent être fondés sur un passage thématique ou que leur forme puisse être stylisée. Certains se présentent sous forme de lamentation tandis que d'autres sont joyeux ou victorieux.

## Types denigounim
Les nigounim font partie de la culture ashkénaze et plus particulièrement du mouvement hassidique. Les différents groupes hassidiques ont chacun leurs propres nigounim, souvent composés par leur Rebbe. Ils se réunissent lors du chabbat et des fêtes juives pour les chanter en groupe autour d'une table. Il existe aussi des nigounim destinés à la méditation personnelle appelés devekous ou devekout' ' (« liant avec Dieu »). Ils sont généralement beaucoup plus lents que les niggunim chantés en groupe et sont presque toujours chantés sans paroles. Le Baal Shem Tov, fondateur du hassidisme parlait des devekous nigounim comme étant « des chants qui transcendent les syllabes et les sons ». Plusieurs airs toujours en usage de nos jours lui sont attribués.

## Inspiration
Certains nigounims proviennent de sources non juives. Le Baal Shem Tov et ses adeptes considéraient non seulement que se réapproprier des airs profanes n'était pas contraire au préceptes religieux mais qu'en plus il s'agissait d'une action méritoire permettant de sanctifier un air en lui donnant une fonction religieuse. Les Juifs hassidiques suivant l'exemple du Baal Shem Tov ont adopté des hymnes, des marches et des airs tirés du folklore des contrées où ils vivaient considérant que ces chants dans leur forme séculaire sont en exil spirituel. En les adaptant  sous des formes liturgiques ils estiment « élever des étincelles de sainteté » suivant ainsi le système kabbalistique de Isaac Louria. Ainsi les Loubavitch ont repris au XXe siècle pour le nigoun Ha aderet v'ha emounah (La majesté et la foi) l'air de La Marseillaise, un nigoun toujours chanté sur cet air de nos jours. Un autre air est basé sur la marche de Napoléon, il est contemporain des opérations militaires de la Grande Armée en Europe de l'Est et sert à symboliser la délivrance du mal du peuple juif lors de l'office de né'ila à Yom Kippour,. Des airs de chansons à boire allemandes et russes sont aussi utilisées dans d'autres nigounim. Des nouveaux nigounim apparaissant régulièrement. Les nouveaux MIX modernes semi-Disco sont également présents dans des chaînes-Web telles que YouTube et ailleurs : un exemple est celui du hassidique Breslov difficilement susceptible d'être nié face à l'innovation évidente et à l'inclusion sociale des orthodoxes de la religion juive et ils ne semblent plus pour l'essentiel "isolés" ou "fermés au monde extérieur".

## Dans la culture populaire
- Le nom de Di Nigunim[7], groupe américain de klezmer punk est une référence directe aux nigounim.